# Hanazawa Kana
Hanazawa Kana (花澤 香菜 (Hoa-Trạch Hương-Thái)  sinh ngày 25 tháng 2 năm 1989) là một seiyuu, ca sĩ và diễn viên do Công ty giới thiệu tài năng Osawa đại diện. Cô được biết đến nhiều nhất khi cô tham gia lồng giọng cho nhiều nhân vật chính trong nhiều anime nổi tiếng. Ngoài lồng giọng, cô còn tham gia thực hiện các bài hát chủ đề của anime và game.

## Sự nghiệp

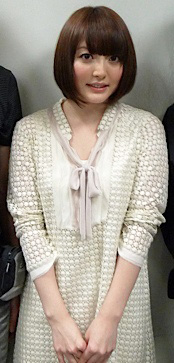
Hanazawa vào năm 2010

Hanazawa bắt đầu tham gia diễn xuất khi còn học mẫu giáo. Cô xuất hiện thường xuyên tại chương trình tạp kỹ Yappari Sanma Daisensei.
Vào năm 2003, cô lần đầu tiên tham gia lồng tiếng trong vai Holly trong Last Exile. Năm 2006, cô tham gia lồng tiếng cho nhân vật Ryoko Kaminagi trong Zegapain.
Hanazawa vào đại học năm 2007, trong cùng khoảng thời gian đó, cô bắt đầu ghi được dấu ấn trong lòng khán giả qua những vai lồng tiếng như Suou trong Darker than Black: Gemini of the Meteor, Nadeko Sengoku trong Bakemonogatari, Angel / Kanade Tachibana trong Angel Beats, và Anri Sonohara trong Durarara!!. Năm 2010, cô được thính giả của chương trình radio Nonko and Nobita's Anime Scramble bình chọn là "Nữ diễn viên lồng tiếng nữ xuất sắc nhất". Năm 2007, cô tốt nghiệp đại học và được nhận vào làm viên lồng tiếng tại Công ty giới thiệu tài năng Osawa. Cuối năm 2010, cô được mời tham dự đại hội anime Anime Festival Asia tại Singapore.
Vào ngày 23 tháng 2 năm 2012, có thông báo rằng Hanazawa sẽ ra mắt trang web chính thức của mình. Vài ngày sau, trong sự kiện "Kana Hanazawa Solo Debut Presentation Party", thông báo rằng cô ấy sẽ phát hành bốn đĩa đơn trong vòng một năm: "Hoshizora Destination" (星空 ☆ デ ィ ス テ ィ ネ ー シ ョ ン?) Phát hành vào ngày 25 tháng 4, "Hatsukoi no Oto" (初恋ノオト), phát hành ngày 18 tháng 7; "Happy Endings", phát hành ngày 24 tháng 10, bài hát này được sử dụng làm bài hát chủ đề cho anime Zetsuen no Tempest,. Bài "Silent Snow", phát hành ngày 16 tháng 1, 2013.. Album đầu tiên của cô, Claire được phát hành ngày, 2013 và sau đó là album 25, phát hành ngày 26 tháng 2, 2014. Vào tháng 4 năm 2015, cô phát hành album thứ ba mang tên Blue Avenue , và sau đó tham gia một chuyến lưu diễn tại Nippon Budokan vào ngày 3 tháng 5. Bản phát hành Blu-ray của buổi lưu diễn, Live Avenue, bán được hơn 3,731 bản. Đứng thứ 6 trong bảng xếp hạng Japan's Animation Blu-ray Disc từ ngày 2 đến ngày 8 tháng 11 năm 2015.
Hanazawa giành giải Nữ diễn viên phụ xuất sắc nhất tại Lễ trao giải Seiyu lần thứ 9. Sau đó cô đã giành được giải thưởng Nữ diễn viên lồng tiếng xuất sắc nhất của Newtype. Hanazawa đóng vai chính trong bộ phim điện ảnh live-action đầu tiên của cô, 
Kimi ga Inakucha Dame Nanda (君がいなくちゃだめなんだ, It's Definitely No Good You're Not Here). Bộ live-action sau đó đứng thứ 10 trong bảng xếp hạng Oricon's Blu-ray Disc Chart. Vào tháng 4 năm 2017, Hanazawa chuyển đến công ty thu âm Sacra Music trực thuộc Sony Music Entertainment Japan.

## Đời sống cá nhân
Vào tháng 2 năm 2017, trong một buổi live stream quảng bá cho việc phát hành Opportunity, Hanazawa xác nhận cô và Ono Kensho đang hẹn hò, sau khi Shūkan Bunshun công bố những thông báo mới về mối quan hệ của họ. Vào ngày 8 tháng 7, 2020, họ chính thức cưới nhau.

## Các vai lồng giọng
Vai nhân vật chính được tô đậm.

### Anime
2003
- Last Exile (Holly Mad-thane)

2006
- Zegapain (Ryoko Kaminagi)[1]
- Dai Mahō Tōge (Potaru)[1]

2007
- Getsumento Heiki Mina (Nakoru Hazemi)[1]
- Higurashi no Naku Koro ni (Satomi)
- Potemayo (Potemayo)[1]
- Mushi-Uta (Shiika Anmoto)[1]
- Sketchbook ~full color's~ (Sora Kajiwara)

2008
- Gunslinger Girl -Il Teatrino- (Angelica)
- Blassreiter (Elea)
- Sekirei (Kusano)
- Kyōran Kazoku Nikki (Yūka Midarezaki)
- To Love-Ru (Mikan Yuuki)
- Someday's Dreamers: Summer Skies (Sora Suzuki)
- Kannagi (Zange, Hakua Suzushiro)
- Strike Witches (Amaki Suwa)

2009
- Asu no Yoichi! (Kagome Ikaruga)
- Pandora Hearts (Sharon Reinsworth)
- Basquash! (Coco JD)
- Bakemonogatari (Nadeko Sengoku)
- Kobato (Kobato Hanato)
- Darker Than Black: Ryūsei no Gemini (Suou Pavlichenko)
- Cencoroll (Yuki)
- To Love-Ru OVA (Mikan Yuki)
- The Tower of Druaga (Henaro)

2010
- Durarara!! (Anri Sonohara)
- Maid Sama! (Sakura Hanazono)
- Ladies versus Butlers! (Ayse Khadim)
- Seikon no Qwaser (Fumika Mitarai)
- Angel Beats! (Angel/Kanade Tachibana)
- B Gata H Kei (Mayu Miyano)
- Toaru Kagaku no Railgun (Erī Haruue)
- Black Rock Shooter (Mato Kuroi / Black Rock Shooter)
- Sekirei: Pure Engagement (Kusano)
- Asobi ni Iku yo! (Aoi Futaba)
- Seikimatsu Occult Gakuin (Kozue Naruse)
- Hen Zemi (Nanako Matsutaka)
- Ore no Imōto ga Konna ni Kawaii Wake ga Nai (Kuroneko/Ruri Gokou)
- Strike Witches 2 (Amaki Suwa)
- Motto To Love-Ru (Mikan Yuuki)
- Kuragehime (Tsukimi Kurashita)
- Otome Yōkai Zakuro (Susukihotaru)
- The World God Only Knows (Shiori Shiomiya)
- .hack//Quantum (Sakuya / Aida Asumi)

2011
- Fractale (Nessa)
- IS (Infinite Stratos) (Charlotte Dunois)
- Freezing (Lana Linchen)
- Steins;Gate (Mayuri Shīna)
- Deadman Wonderland (Shiro)
- Ao no Exorcist (Moriyama Shiemi)
- Dog Days (Noir)
- Ro-Kyu-Bu! (Tomoka Minato)
- Kamisama Dolls (Mahiru Hyūga)
- Mayo Chiki! (Kureha Sakamachi)
- Moshidora - (Yuki Miyata)
- Denpa Onna to Seishun Otoko (Hanazawa-san)
- Morita-san wa Mukuchi (Mayu Morita)
- Boku wa Tomodachi ga Sukunai (Kobato Hasegawa)
- Guilty Crown (Ayase Shinomiya, young Yahiro)
- Last Exile -Fam, The Silver Wing- (Alvis E. Hamilton)

2012
- Aquarion Evol (Zezzica Wong)
- Saki: Achiga-hen (Kuro Matsumi)
- Nisemonogatari (Nadeko Sengoku)
- Mōretsu Pirates (Chiaki Kurihara)
- Mobile Suit Gundam AGE (Romarii Stone)
- Black Rock Shooter (Mato Kuroi)
- Inu x Boku SS (Karuta Roromiya)
- Binbougami ga! (Sakura Ichiko)
- Boku wa Tomodachi ga Sukunai (Hasegawa Kobato)
- Campione! (Mariya Yuri)
- Dog Days' (Vinocacao Noir)
- Guilty Crown (Shinomiya Ayase & Samukawa Yahiro)
- Hagure Yuusha no Estetica (Doumoto Kuzuha)
- Magi – Mê cung thần thoại(Ren Kougyoku)
- Psycho-Pass (Tsunemori Akane)
- Saki: Achiga-hen - Episode of Side-A (Matsumi Kuro)
- Shinsekai yori (Akizuki Maria)
- To LOVE-Ru Darkness (Yuuki Mikan)
- Zetman (Amagi Konoha)

2013
- Vườn ngôn từ (Yukino Yukari)
- Hyperdimension Neptunia (Plutia)

2014
- Nisekoi (Kosaki Onodera)
- D-Frag! (Shibasaki Roka)

2015
- Ushio to Tora (Jie Mei)

2016
- Your Name (Yukino Yukari)

2017
- Dạo bước Phố Đêm – Cô gái với mái tóc đen
- Date A Live (mùa 3) – Sonogami Rinne
- Girls' Last Tour – Nuko

2019
- Pokémon (2019) (Koharu)

2021
- Jahy-sama wa Kujikenai! – Druj
- Nhà có 5 nàng dâu (mùa 2)– Nakano Ichika
- Năm ( không rõ ) Thanh gươm diệt quỷ - Kanroji Mitsuri

2023
- Niehime to Kemono no Ou – Sariphi

### Drama CD
- Ore no Imōto ga Konna ni Kawaii Wake ga Nai (Kuroneko)
- Boku wa Tomodachi ga Sukunai (Kobato Hasegawa)
- D-Fragments (Roka Shibasaki)

### Truyền hình
- Book Girl (Tōko Amano)
- King of Thorn (Kasumi Ishiki)
- Break Blade (Cleo)
- Blood-C:The Last Dark (Hiro Tsukiyama)

### Trò chơi điện tử
- Steins;Gate (Mayuri Shīna)
- Tales of Graces (Sophie) [18]
- Tales of the World: Radiant Mythology 3 (Sophie)
- Tokimeki Memorial 4 (Rhythmy Kyono)
- Idolm@ster Dearly Stars (Eri Mizutani)
- Daemon Bride (Nina Sumeragi)
- Rune Factory Oceans (Iris)
- To Love-Ru -Trouble- Waku Waku! Rinkangakkō-hen (Mikan Yuuki)
- Ore no Imōto ga Konna ni Kawaii Wake ga Nai Portable (Kuroneko)
- Gloria Union (Ruru)
- Rewrite (Kagari)
- Nora to Toki no Kōbō: Kiri no Mori no Majo (Sirkka Bjorn)
- Final Fantasy Type-0 (Deuce)
- Chaos Rings (Mana)
- Persona 4: The Golden (Marie)
- Heroes Phantasia (Suou Pavlichenko)
- Danganronpa 2: Goodbye Despair (Chiaki Nanami)
- Onmyoji (Menreiki)
- Mobile Legends Bang Bang (Kagura)
- Date A Live (Sonogami Rinne)
- Arknights (Blemishine)